# Desa Cijujung (administrativ by i Indonesien, lat -6,53, long 106,84)
Desa Cijujung är en administrativ by i Indonesien.   Den ligger i provinsen Jawa Barat, i den västra delen av landet, 30 km söder om huvudstaden Jakarta.